# الدوري التونسي لكرة اليد 1981–82
الدوري التونسي لكرة اليد 1981-1982 هو الدورة 27 من الدوري التونسي لكرة اليد. شارك فيها 14 فريقا.

فاز بهذا الموسم الترجي الرياضي التونسي، وجاء ثانيا الملعب التونسي.

## روابط خارجية
- الموقع الرسمي للجامعة التونسية لكرة اليد.